# Théognios de Nicée
Théognios de Nicée est un évêque arien de Nicée au moment du concile de Nicée, au IVe siècle. Il est exilé en Gaule à la suite du concile.

## Écrits
CPG 2070-2071 